# Карабин, Ладислав
Ладислав Карабин (словац. Ladislav Karabin; род. 16 февраля 1970 года, Спишска-Нова-Вес, Чехословакия) — словацкий хоккеист, левый нападающий.

## Карьера
Хоккейную карьеру начал в 1988 году выступлениями за команду «Слован» (Братислава).
В 1990 году был выбран на драфте НХЛ под 216-м общим номером командой «Питтсбург Пингвинз».
В течение профессиональной клубной игровой карьеры защищал цвета команд «Слован» (Братислава), «Рочестер Американс», «Спишска Нова Вес», «Швеннингер Уайлд Уингз», «Гриззлис Вольфсбург» и «Изерлон Рустерс».
В общем провел 9 матчей в НХЛ.

## Достижения
Чемпион Европы среди юниоров 1988
 Чемпион Словакии 1998
 Бронзовый призёр молодёжного чемпионата мира 1990

## Статистика
- Чемпионат Чехословакии — 146 игр, 93 очка (53+40)
- Чемпионат Словакии — 96 игр, 80 очков (36+44)
- Чемпионат Германии — 317 игр, 225 очков (79+146)
- НХЛ — 9 игр
- АХЛ/ИХЛ — 162 игры, 101 очко (37+64)
- Евролига — 14 игр, 4 очка (2+2)
- Сборная Чехословакии — 4 игры
- Сборная Словакии — 2 игры
- Всего за карьеру — 750 игр, 503 очка (207 шайб + 296 передач)